# 大井篤
大井 篤（おおい あつし、1902年（明治35年）12月11日 - 1994年（平成6年）12月27日）は、日本の海軍軍人。海兵51期・海大34期。最終階級は海軍大佐。
大東亜戦争（太平洋戦争）中に海上護衛総司令部参謀を務め、戦後に『海上護衛戦』（日本出版共同、1953年）を上梓したことで知られる。

## 経歴
1902年（明治35年）12月11日、医師の二男として山形県鶴岡市（現）に生まれる。荘内中学校（現：山形県立鶴岡南高等学校）を経て、1920年（大正9年）8月26日に海軍兵学校に入校し、1923年（大正12年）7月14日に卒業した（兵51期）。入校席次は11位/293名、卒業席次は9位/255名。兵51期の同期生には樋端久利雄（首席）、小園安名、山本祐二、実松譲、工藤俊作らがいる。
海軍少尉候補生として練習艦「浅間」に乗組。8月26日、近海航海に出発し11月6日、帰着。11月7日、練習艦隊遠洋航海出発（上海ーマニラーシンガポールーバタヴィアーフリーマントルーメルボルンーホバートーシドニーーウェリントンーオークランドーヌーメアーラバウルートラックーパラオーサイパン方面巡航）。1924年（大正13年）4月5日、帰着。12月1日、海軍少尉に任官。
1926年（大正15年）12月1日、海軍中尉に進級。1928年（昭和3年）4月1日、海軍大学校専攻科東京外国語学校英語科海軍委託派遣学生。12月1日、海軍大尉に進級。1930年（昭和5年）3月31日、東京外国語学校英語科修了。12月18日、ヴァージニア大学、ノースウェスタン大学へアメリカ語学学生留学。1932年（昭和7年）1月30日、在アメリカ日本大使館附海軍武官府出張。6月18日、帰朝。6月25日、戦艦「日向」分隊長。12月1日、海軍省軍令部第3班第5課。1933年（昭和8年）1月29日、戦艦「扶桑」分隊長。1934年（昭和9年）5月14日、軍令部第5課。
1934年11月1日、海軍大学校甲種第34期学生。日本史の講話に来た平泉澄に「先生は歴史上の人物を呼ぶのに楠木正成は『正成公』と呼び、足利尊氏は呼び捨てにして宮方と足利方で差をつけていますが、そういうのはおかしいのではないですか」と発言した。また大井は教官を理屈で言いくるめるような不穏当な発言が多いとの理由で学生を免ぜられそうになったが、海大同期甲種学生の協力もあって退学は免れたという。大井は海大の戦略講義に不満だったが、井上成美が教官時代に書いた戦略テキストを読み「胸がスッとするような文献を見つけた」と喜んだという。井上のことは花岡雄二（海兵同期）から「井上艦長と貴様は絶対ウマが合う。尊敬するかもしれんぞ」と何度か聞いていたという。11月26日、海軍少佐に進級。1936年（昭和11年）11月11日、海軍大学校甲種を30名中3番の成績で卒業。12月1日、第3艦隊司令部参謀。1937年（昭和12年）1月22日、第14戦隊先任参謀。
1937年3月11日、海軍軍令部第1部イギリス担当主務部員。日独伊三国同盟締結に対し大井は留学経験からイギリスを敵に回すのは愚策であるという見解を持ち、陸軍や外務省の官僚と連絡会を開き意見交換をしていた。酒の席で白鳥敏夫を担ぐ若手官僚が白鳥を称える替え歌を歌い出したところ、大井は「あんたらそれでも国士のつもりか。白鳥さんが何だ」と食ってかかり、相手も「何だとこの海軍の腰抜けが」と乱闘が起こるような雰囲気になったが、同席していた吉田英三海軍中佐に大井は連れ出されたという。直属の上司もドイツ贔屓であったため毎日議論したという。軍令部次長古賀峯一経由でそれを知った海軍大臣米内光政からイギリス事情を聴きたいと呼ばれ、大井は軍令部の空気を語ったという。
1939年（昭和14年）12月1日、第2遣支艦隊艦隊作戦参謀。また、仏印進駐の際に海軍側で陸と交渉したが佐藤賢了陸軍中佐らは北部仏印に進駐した。
1940年（昭和15年）11月30日、海軍省軍務局調査課。

### 太平洋戦争

#### 人事局
1941年（昭和16年）11月16日、海軍省人事局第1課先任局員。大井は当時の担当参謀として、人事局が予備士官に海防艦やその他護衛艦艇長としての教育を行わなかったことで、戦争が進むにつれ護衛隊幹部の予備士官が増大し、中下級予備将校が不足し召集の余地がなくなったことに関して「海軍部隊の急増で欠陥が暴露した」と反省している。
また、後に実現した徴兵の適齢低下、朝鮮人、台湾人の人員取得を発案したのは大井であった。大井によれば、「陸軍では造船工の召集を提案したことがあった。かかることはとんでもないことで、それよりも学徒動員その他を早期断行すべきである。それは国民に対し大きな衝撃を与えるが、衝撃は早い時機に与え、要すれば後から緩和するほうがよい。最初に思い切った施策を施行すべきである」と考え、海軍はこれを主張した。学徒動員の問題などは1942年（昭和17年）1月頃海軍から提案して閣議で検討されたが厚生大臣の小泉親彦の反対があって当時は実現できなかった」という。大井らによって予備学生制度も提案されて後に実現されている。
1941年12月、太平洋戦争勃発。1943年（昭和18年）3月1日、第21特別根拠地隊参謀。7月1日、軍令部第1部部員。

#### 海上護衛総司令部
1943年11月1日、海上護衛総司令部（同日付で新設）参謀。1944年（昭和19年）5月1日、海軍大佐に進級。1944年10月25日、兼 連合艦隊参謀。海上護衛で一定の海域を輸送船に移動させる航路帯戦法が採用されたが、大井はこれに対し、航路帯を沿って終始哨戒してくれる兵力がないと効果がないことから賛同しなかったという。
1945年4月、戦艦大和の沖縄特攻作戦で栄光ある水上部隊の最後を飾るために護衛艦隊の重油をカットするという報告を電話で受けた際に、「国をあげての戦争に、水上部隊の伝統が何だ。水上部隊の栄光が何だ。馬鹿野郎」と受話器に怒鳴りつけた、と回想している。戦後に上梓した『海上護衛戦』では「貧乏人（日本）の娘が、身分不相応な振袖（大和・武蔵）を持ったばかりに、晴れ姿を披露したくて卒業試験の前日に帝国劇場に行き、案の定、落第してしまった。そんな振袖は無い方が良かったのだ（要約）」という旨を記している。
戦後、海上護衛戦の失敗（被害を減らそうとした海上護衛総司令部の設立も効果がなく、1944年10月をピークにその後は輸送する船が無くなった）に関して、大井はシーレーン確保や通商破壊対策について当時の帝国海軍が軽視したことによる戦力不足にあったとまとめている。しかし、当時のアメリカ太平洋艦隊潜水艦部隊司令官チャールズ・A・ロックウッド中将は、日本の輸送船団による定期的な暗号通信を傍受することで潜水艦作戦の成功に大きな役割を果たしたと話している。また、海上護衛を指導した日本の幕僚が広大な太平洋で幸運や好判断だけで撃沈されていると考え、通信情報なしにそのような撃沈結果を出すにはアメリカの資源でもまかなえないほどの潜水艦が必要であるという計算をしなかったことに対して批判もある。
1945年8月15日、終戦。大井によれば、8月17日に軍令部で柴勝男大佐から「大井君、まだ日本は負けとらん」と言われ「天皇陛下は詔勅を出されたではないか」と言い返すと、柴が「あいつは臆病だったが我々の上には大元帥陛下がいるんだ」と言ったため、大井は「違う。大元帥陛下は天皇陛下の下だ」と言い返したという。
GHQ歴史課嘱託として連合国側から戦犯容疑者の尋問を行う。公職追放を経て、高松宮宣仁親王日記の編纂委員を務めた。のち、NHKスペシャル『ドキュメント太平洋戦争』に協力している。1994年（平成6年）12月27日、92歳で没した。

## 年譜
- 1902年（明治35年）12月11日- 山形県鶴岡市生
- 1920年（大正9年）8月26日- 海軍兵学校入校
- 1923年（大正12年）7月14日- 海軍兵学校卒業 少尉候補生・1等海防艦「浅間」乗組
  - 8月26日- 練習艦隊近海航海出発
  - 11月6日- 帰着
  - 11月7日- 練習艦隊遠洋航海出発 上海ーマニラーシンガポールーバタヴィアーフリーマントルーメルボルンーホバートーシドニーーウェリントンーオークランドーヌーメアーラバウルートラックーパラオーサイパン方面巡航
- 1924年（大正13年）4月5日- 帰着
  - 12月1日- 任 海軍少尉
- 1926年（大正15年）12月1日- 任 海軍中尉
- 1928年（昭和3年）4月1日- 海軍大学校専攻科 東京外国語学校英語科 海軍委託派遣学生
  - 12月1日- 任 海軍大尉
- 1930年（昭和5年）3月31日- 東京外国語学校英語科 修了 
  - 12月18日- アメリカ語学学生留学 ヴァージニア大学・ノースウェスタン大学
- 1932年（昭和7年）1月30日- 在アメリカ日本大使館附海軍武官府出張
  - 6月18日- 帰朝
  - 6月25日- 戦艦「日向」分隊長
  - 12月1日- 海軍省軍令部第3班第5課
- 1933年（昭和8年）1月29日- 戦艦「扶桑」分隊長
- 1934年（昭和9年）5月14日- 軍令部第5課
  - 11月1日- 海軍大学校甲種第34期学生
  - 11月26日- 任 海軍少佐
- 1936年（昭和11年）11月11日- 海軍大学校甲種卒業 卒業時成績順位30名中第3位
  - 12月1日- 第3艦隊司令部参謀
- 1937年（昭和12年）1月22日- 第14戦隊先任参謀
  - 3月11日- 海軍軍令部第1部 イギリス担当主務部員
- 1939年（昭和14年）12月1日- 第2遣支艦隊艦隊作戦参謀
- 1940年（昭和15年）11月30日- 海軍省軍務局調査課
- 1941年（昭和16年）11月16日- 海軍省人事局第1課
- 1943年（昭和18年）3月1日- 第21特別根拠地隊参謀
  - 7月1日- 軍令部第1部 甲部員・戦争指導班長 
  - 11月1日- 海上護衛総司令部参謀
- 1944年（昭和19年）5月1日- 任 海軍大佐
- 1944年10月25日-兼連合艦隊参謀。
- 1994年（平成6年）12月27日- 死去 享年92

## 著作
- 海上護衛戦（六版：角川文庫、2014年） ISBN 4-04-101598-7、ISBN 978-4-04-101598-8
  - （初刊版：日本出版共同株式会社、1953年）
  - （再版：改題『海上護衛参謀の回想』原書房、1975年）
  - （三版：朝日ソノラマ 文庫版航空戦史シリーズ24、『海上護衛戦』に復題、1983年）
  - （四版：朝日ソノラマ 新装版戦記文庫7、1992年）
  - （五版：学研M文庫、2001年） ISBN 4-05-901040-5 C0121
- 統帥乱れて 北部仏印進駐事件の回想 （毎日新聞社、1984年） ISBN 4-620-30443-3 C0020
  - （新版：中公文庫、2022年） ISBN 978-4-12-207227-5
- 語りつぐ昭和史（2） 終戦外交無条件降伏までの経緯 （朝日新聞社） ISBN 4-02-260609-6 C0121
- 新見政一『第二次世界大戦戦争指導史』（原書房、1984年）。序文。
- 日本海軍の良識 提督 新見政一 自伝と追想  （原書房、1995年）。巻末解説が大井の絶筆 ISBN 4-562-02696-0 C0021
- 宇宙兵器と国際政治 自由陣営の戦略体勢 （日本国際政治学会編、有斐閣）
- 証言記録太平洋戦争史 戦争指導編 （米国戦略爆撃調査団編、日本出版協同）
- マッカーサー戦記（チャールズ・A・ウィロビー、朝日ソノラマ文庫） ISBN 4-257-17203-7 C0131（上巻）。ISBN 4-257-17204-5 C0131（下巻）（訳書の新版）
- 終戦外史　無条件降伏までの経緯（ロバート・J・ビュートー、時事通信社、新版1971年）（訳書）1958年初版
- 啓蒙された利己（機関誌水交） 昭和28年・第2号
- モリソン著「ガダルカナル戦」を読んで（機関誌水交） 昭和28年・第4号
- 公海における自由はどうなるのか 竹島問題と李承晩ライン （機関誌水交） 昭和28年・第6巻
- 憲法の文民規定と旧軍人 （1ー4） （機関誌水交） 昭和30年・第20ー25号
- ミサイル時代の日本の防衛（機関誌水交） 昭和33年・第55号
- 十年後のわが国防衛のあり方（機関誌水交） 昭和36年・第100号
- 「英国版ニュールック--1957年英国防白書を読んで」『世界週報』第38巻第15号、時事通信社、1957年5月4日、28-35頁。
- 日本の安全保障論争（機関誌水交） 昭和41年・第159巻
- 日ソ関係の重大性を論ず（機関誌水交） 昭和42年・第166号
- もっと「海洋日本」意識を（機関誌水交）昭和43年・第175号
- 「海軍と日本」における海軍体質論について (1ー3) (機関誌水交) 昭和51年・第341ー343号
- 終戦における海軍の役割り （1.2） （機関誌水交） 昭和61年・第388.390号
- 保科善四郎・末国正雄と共著「太平洋戦争秘史　海軍は何故開戦に同意したか」昭和62年・日本国防協会
- 兵科予備学生制度誕生記（機関誌水交） 平成7年・第484号
- 大井篤海軍大尉アメリカ留学記　保科さんと私（角川書店、2014年（平成25年））。解説阿川尚之

## GHQ歴史課陳述録
- 1945年に於ける南方地域との海上交通に就いて 1947年（昭和22年）10月15日
- 陸海民三者連合輸送委員会に関する陳述書 1947年（昭和22年）12月10日
- 1945年日本本土に対する米空軍の機雷投下及び其の影響に就いて 1949年（昭和24年）10月15日